# Feist
Leslie Feist  (13. veljače 1976.), umjetničkog imena Feist, kanadska je kantautorica i multiinstrumentalistica. Nastupa kao samostalna glazbenica i kao članica indie rock skupine Broken Social Scene.
Feist je započela svoju samostalnu glazbenu karijeru objavom prvog studijskog albuma, Monarch (Lay Your Jewelled Head Down), 1999. godine. Albumi koji su uslijedili, Let It Die, izdan 2004., i The Reminder, objavljen 2007., postigli su kritički i komercijalni uspjeh. Album The Reminder Feist je donio četiri nominacije za nagradu Grammy, uključujući nominaciju za najboljeg novog glazbenika. Godine 2008. osvojila je pet nagrada Juno. 
Njezin četvrti studijski album, Metals, objavljen je u rujnu 2011. godine. Tijekom 2012. godine surađivala je na odvojenom EP-u s metal skupinom Mastodon. Feist je 2012. godine osvojila tri nagrade Juno: za glazbenika godine, alternativni album godine i glazbeni videoalbum godine za svoj dokumentarni film Look at What the Light Did Now.

## Diskografija
Studijski albumi
- Monarch (Lay Your Jewelled Head Down) (1999.)
- Let It Die (2004.)
- The Reminder (2007.)
- Metals (2011.)
- Pleasure (2017.)

## Vanjske poveznice
- (engl.) Službena stranica
- (engl.) Feist – MySpace
- (engl.) Feist – Facebook

|  | Zajednički poslužitelj ima još gradiva o temi Feist |